# Бардинето
Бардинѐто (на италиански: Bardineto; на лигурски: Bardinëo, Бардинео) е село и община в Северна Италия, провинция Савона, регион Лигурия. Разположено е на 711 m надморска височина. Населението на общината е 695 души (към 2011 г.).